# Festival Internacional de Cine de Berlín de 1970
La 20ª edición del Festival de Cine de Berlín se llevó a cabo desde el 25 de junio al 6 de julio de 1969 con el Zoo Palast como sede principal. El festival se abrió con Klann – grand guignol de Patrick Ledoux. De todas maneras, el 5 de julio se tuvo que suspender el festival por la polémica de la entrada en concurso de la película antibelicista de Michael Verhoeven o.k.

## Jurado
Las siguientes personas fueron escogidas para el jurado de esta edición:
Jurado oficial
- George Stevens, (EE.UU) - Presidente
- Klaus Hebecker, (RFA)
- David Neves, (Brasil)
- Véra Volmane, (Francia)
- Billie Whitelaw, (Reino Unido)
- Alberto Lattuada, (Italia)
- Dušan Makavejev, (Yugoslavia)
- Gunnar Oldin, (Suecia)
- Manfred Durniok, (RFA)

## Películas en competición
La siguiente lista presenta a las películas que compiten por Oso de Oro:
| Título en español                                    | Título original                   | Director(es)             | País                    |
| ---------------------------------------------------- | --------------------------------- | ------------------------ | ----------------------- |
| Aranyer Din Ratri                                    | Aranyer Din Ratri                 | Satyajit Ray             | India                   |
| A Test of Violence                                   | A Test of Violence                | Stuart Cooper            | Reino Unido             |
| Baby in de boom                                      | Baby in de boom                   | Nouchka van Brakel       | Países Bajos            |
| Baltutlämningen                                      | Baltutlämningen                   | Johan Bergenstråhle      | Suecia                  |
| Black Out                                            | Black Out                         | Jean-Louis Roy           | Suiza                   |
| Borsalino                                            | Borsalino                         | Jacques Deray            | Francia, Italia         |
| Chi no mure                                          | Chi no mure                       | Kei Kumai                | Japón                   |
| Dionysus in '69                                      | Dionysus in '69                   | Brian De Palma           | USA                     |
| El Chacal de Nahueltoro                              | El Chacal de Nahueltoro           | Miguel Littín            | Chile                   |
| El extraño caso del doctor Fausto                    | El extraño caso del doctor Fausto | Gonzalo Suárez           | España                  |
| Una historia sueca de amor                           | En kärlekshistoria                | Roy Andersson            | Suecia                  |
| EL conformista                                       | Il conformista                    | Bernardo Bertolucci      | Italia, Francia         |
| Klann – grand guignol                                | Klann – grand guignol             | Patrick Ledoux           | Francia, Bélgica        |
| L'urlo                                               | L'urlo                            | Tinto Brass              | Italia                  |
| L'Eden et après                                      | L'Eden et après                   | Alain Robbe-Grillet      | Francia, Checolosvaquia |
| Las perversiones sexuales de una chica llamada Julio | La ragazza di nome Giulio         | Tonino Valerii           | Italia                  |
| Le temps de mourir                                   | Le temps de mourir                | André Farwagi            | Francia                 |
| Los herederos                                        | Los herederos                     | David Stivel             | Argentina               |
| O Profeta da Fome                                    | O Profeta da Fome                 | Maurice Capovilla        | Brasil                  |
| o.k.                                                 | o.k.                              | Michael Verhoeven        | RFA                     |
| Ore'ach B'Onah Metah                                 | Ore'ach B'Onah Metah              | Moshé Mizrahi            | Israel                  |
| Los dioses y los muertos                             | Of Gods and the Undead            | Ruy Guerra               | Brasil                  |
| Out of It                                            | Out of It                         | Paul Williams            | EE. UU.                 |
| Rembrandt Vogelvrij                                  | Rembrandt Vogelvrij               | Ernie Damen              | Países Bajos            |
| Rotocalco                                            | Rotocalco                         | Manfredo Manfredi        | Italia                  |
| Warum läuft Herr R. Amok?                            | Warum läuft Herr R. Amok?         | Rainer Werner Fassbinder | RFA                     |
| Wie ich ein Neger wurde                              | Wie ich ein Neger wurde           | Roland Gall              | RFA                     |

## Controversia
Durante el pase de o.k., la película fue interrumpida. El jurado, presidido por el director estadounidense George Stevens, decidió por 7 votos a favor y dos en contra para exigir al director de la Berlinale Alfred Bauer, que estaba presente en la proyección, sacar la película de la competición. El jurado justificó su decisión citando una directriz de la FIAPF (Federación Internacional de Asociaciones de Productores Cinematográficos) que decía: "Todos los festivales de cine deben contribuir a un mejor entendimiento entre las naciones". Esta acusación se basó en el hecho de que la película recreó el Incidente en la Colina 192 de 1966 de la Guerra de Vietnam que muestra a cuatro soldados estadounidenses secuestrando, violando, apuñalando y disparando a una niña vietnamita llamada Mao hasta que finalmente muere. Un quinto soldado de la patrulla se niega a participar en el ataque a la niña y su informe a su comandante queda enterrado en los archivos. Stevens, que había servido durante la Segunda Guerra Mundial, afirmó que la película era antiamericana. Un miembro del jurado Dušan Makavejev protestó en contra esta medida y mostró su apoyo al director Michael Verhoeven y el productor Rob Houwer. Bauer citó el estatus de la Berlinale como un festival "A", lo que significaba que una película aceptada no podía ser excluida de la competición. A esto le siguieron altercados entre la dirección de la Berlinale y Stevens, y entre la prensa berlinesa e internacional. Durante una conferencia de prensa, Verhoeven defendió su película afirmando en estos términos: "No he hecho una película antiamericana. Si yo fuera estadounidense, incluso diría que mi película es pro-estadounidense. La mayor parte del pueblo estadounidense hoy está en contra de la guerra de Vietnam". Otros directores que participaban en el festival retiraron sus películas en señal de protesta. El jurado fue acusado de censura y finalmente disuelto, por lo que no se otorgaron premios y se suspendió el concurso.